# Sallustius
Sallustius (Lucius Seius Herennius Sallustius Macrinus) (zm. 227 lub 228) – cezar od ok. 225, ojciec Sallustii Orbiany i teść Aleksandra Sewera.
Związany ze stronnictwem niechętnych cesarzowi Aleksandrowi Sewerowi pretorianów. Według Eliusza Lampridiusza, który nazywa go Makrynem, miał jako cezar uczestniczyć w spisku na życie młodego władcy, po wykryciu którego został zgładzony, a jego córka – oddalona (Historia Augusta, Aleksander Sewer 49). W wersji przekazanej przez Herodiana (Historia cesarstwa rzymskiego VI 1,9-10), Julia Mamaea, matka cesarza, kierowana zawiścią miała doprowadzić (w 227 r.) do unieważnienia jego małżeństwa z Sallustią Orbianą i do egzekucji oskarżonego o zdradę Sallustiusa.
Postać niejasna, znana pod różnymi nazwiskami (Seius Sallustius Barbius, Sallustius Macrinus, Gnaeus Sallustius Macrinus, Lucius Seius), być może mylona przez poszczególnych autorów.